# Берлинский декрет

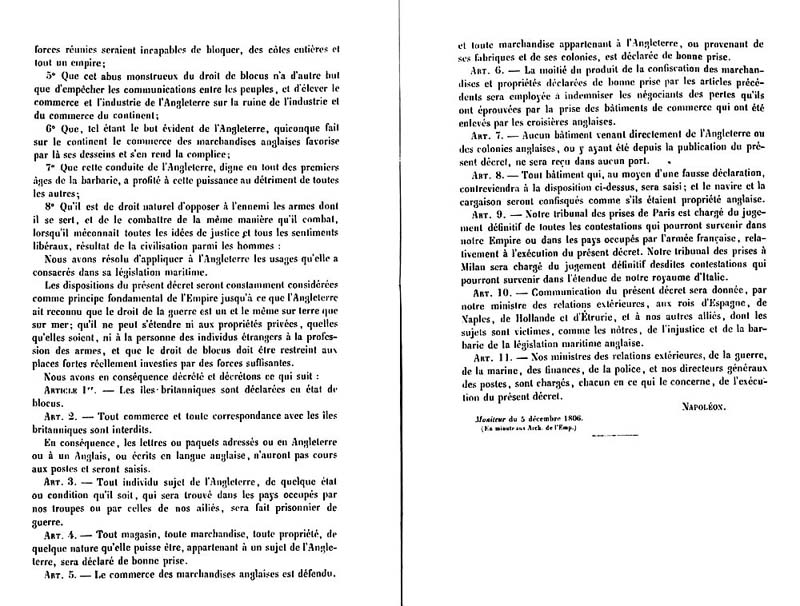
Формулировка Берлинского декрета, которым Наполеон ужесточил континентальную блокаду в 1806 году

Берли́нский декре́т (нем. Berliner Dekret) — декрет, изданный Наполеоном I в Берлине 21 ноября 1806 года, в соответствии с которым вводилась континентальная блокада, направленная против Британской империи.

## История
С 1793 года военные столкновения между Великобританией и Францией сопровождались неэффективной экономической войной. С французской гегемонией над континентальной Европой и в результате поражения в битве при Трафальгаре в 1805 году Наполеон стремился сокрушить Британию в результате тотальной экономической войны. После проигранной битве при Йене и Ауэрштедте 14 октября 1806 года против Наполеона во время Войны четвёртой коалиции король Фридрих Вильгельм III Прусский и его семья покидают Берлин в направлении Восточной Пруссии. Чуть позже, 27 октября 1806 года, Наполеон торжественно вступил в Берлин. Он расположился в Берлинском дворце в тех комнатах, где раньше проживал Фридрих Вильгельм II.
Из своей резиденции в Берлинском дворце Наполеон издал множество законов и постановлений. Таким образом, он оставил три немецких принца, герцога Нассау, курфюрста Гессенского и герцога Брауншвейг-Люнебургского, управлять захваченными прусскими территориями. Он побудил основать знаменитую церковь Мадлен в Париже и построить мост напротив парижской военной школы. Наиболее значительным был указ о блокаде Британских островов, изданный 21 ноября 1806 года. Наполеон написал и подписал указ без ведома своего министра иностранных дел Шарля Мориса де Талейрана-Перигора. Он хотел, как он сам объявил, победить море силой земли. Всего за несколько дней до этого он принял делегацию французских сенаторов в Берлинском дворце, которым он также обосновал свои намерения.

## Содержание
Берлинский декрет, в котором термин континентальная блокада ещё не упоминается, разделен на две части.
Первая часть содержит в десяти статьях обоснование блокады Великобритании. Среди прочего, многочисленные пункты обвиняют Британию в нарушении морского и международного права. Декрет считается действующим для Франции и её аннексированных территорий, а также для союзников Франции.
Во второй части, состоящей из 12 статей, перечислены конкретные меры против Великобритании. Так, например, статья 1 объявляет, что условия блокады Британских островов строго определены, торговля и сообщение с Великобританией отменены (статья 2), каждый британский подданный объявлялся военнопленным (статья 4), все склады, товары и имущество Британии и её подданных становилось французским (статья 5), ни одному судну из Британской империи или её колоний не было разрешено заходить в порт Франции или её союзников (статья 8). Исполнение декрета было поручено министру иностранных дел, военным, министру военно-морских сил, министру финансов, министру полиции и генеральному почтовому директору (статья 12).

## Последствия
Берлинским декретом французский император ввел полное торговое эмбарго в отношении Британских островов. Сразу после вступления его в силу, послы были отправлены в Голландию, Испанию и Италию для незамедлительного выполнения его условий. Маршалу Эдуарду Адольфу Казимиру Жозефу Мортье было приказано занять ганзейские города Бремен, Гамбург и Любек, а также порты на территории Мекленбурга и Померании у Одера. Он должен был конфисковать товары британского происхождения и захватить британских торговцев.
Вскоре Великобритания отреагировала постановлениями в Королевском совете 7 января и 11 ноября 1807 года, что фактически означало контр-блокаду. Таким образом, 7 января было установлено, что нейтральные суда не должны заходить в порты, принадлежащие Франции или её союзникам или контролируемые ею. Несоблюдение этого требования могло привести к конфискации груза. 11 ноября запрет был распространен на все порты и торговые пути Франции и её союзников, включая её колонии, в основном на государства, враждебные Британии, и те страны, которые запрещали торговлю британским судам. Плавание судов противника под флагом нейтральных государств также считалось незаконным. Британское правительство активно поддерживало контрабанду товаров, особенно с острова Гельголанд, на европейский континент.

## Выдержки из Берлинского декрета от 21 ноября 1806 года
Статья 1: Британские острова объявляются предметом блокады.
Статья 2: Вся торговля и все сообщение с Британскими островами запрещаются.
Статья 4: Каждый человек, который находится в британском подданстве, каким бы он ни был, найденный в странах, оккупированных нашими войсками или войсками наших союзников, становится военнопленным.
Статья 5: Каждый груз, товар, британская собственность, независимо от того, каким предметом она является, должна быть объявлена французским имуществом.
Статья 6: Торговля британскими товарами запрещена, и любой товар, принадлежащий Британии или поступающий с её заводов или колоний, объявляется французским имуществом.
Статья 10: Настоящий декрет должен быть передан нашим министром иностранных дел королям Испании, Неаполя, Голландии и Этрурии и другим нашим союзникам, чьи подданные, как и наши, являются жертвами несправедливости и варварства британской политики.